# Pour l'Afrique et pour toi, Mali
Pour l'Afrique et pour toi, Mali (en català: Per Àfrica i per tu, Mali) és l'himne nacional de Mali. Va ser escrit pel polític i novel·lista Seydou Badian Kouyaté basant-se en una antiga cançó tradicional de, possiblement, el segle xiii, i va aprovar-se per la llei 67-72 el 9 d'agost de 1962.
| À ton appel, Mali, Pour ta prospérité Fidèle à ton destin Nous serons tous unis, Un peuple, un but, une foi. Pour une Afrique unie Si l'ennemi découvre son front Au dedans ou au dehors Debout sur les remparts Nous sommes résolus de mourir. (Cor) Pour l'Afrique et pour toi, Mali, Notre drapeau sera liberté. Pour l'Afrique et pour toi Mali Notre combat sera unité. Ô Mali d'aujourd'hui Ô Mali de demain Les champs fleurissent d'espérance Les cœurs vibrent de confiance Debout villes et campagnes Debout femmes, jeunes et vieux Pour la patrie en marche Vers l'avenir radieux Pour notre dignité Renforçons bien nos rangs Pour le salut public Forgeons le bien commun Ensemble au coude à coude Faisons le sentier du bonheur. (Cor) La voie est dure très dure Qui mène au bonheur commun Courage et devouement Vigilence à tout moment Vérité des temps anciens Vérité de tous les jours Le bonheur par le labeur Fera le Mali de demain. (Cor) L'Afrique se lève enfin Saluons ce jour nouveau Saluons la liberté Marchons vers l'unité Dignité retrouvé Soutient notre combat Fidèle à notre serment De faire l'Afrique unie Ensemble debout mes frères Tous au rendez-vous de l'honneur. |  | A la teva crida, Mali, Per la teva prosperitat Fidels al seu destí Estarem tots units, Un poble, una meta, una fe. Per una Àfrica unida Si l'enemic descobreix son front A l'interior o a fora Romandrem a les murades Preparats per morir (Cor) Per Àfrica i per tu, Mali, La nostra bandera és la llibertat. Per Àfrica i per tu, Mali, La nostra lluita és la unitat. Oh Mali d'avui Oh Mali de demà Els camps floreixen d'esperança Els cors vibren de confiança. Romanguin les ciutats i el camp Romanguin dones, joves i ancians Per la pàtria en marxa Envers el futur radiant Per la nostra dignitat Enfortim les nostres fileres Per la salut pública Forgem el bé comú Plegats braç a braç Fem la senda de la felicitat (Cor) És dur, molt dur, el camí Que duu a la felicitat comuna Coratge i dedicació Sempre a l'aguait Veritat de temps antics Veritat del present Felicitat per la feina ben feta Farà el Mali de demà. (Cor) Àfrica per fi s'aixeca Saludem aquest nou dia Saludem la llibertat Caminem a la unitat La dignitat retrobada Dona suport al nostre combat Fidels al nostre jurament De fer una Àfrica unida Amb els meus germans dempeus Tots acudim a la crida de l'honor |
| |  | |